# Milt Hinton
Milt Hinton (Milton John Hinton, Vicksburg, Misisipi, 23 de junio de 1910 - Nueva York, 19 de diciembre del 2000) fue un contrabajista de jazz y fotógrafo estadounidense.

## Historial
Residente en Chicago desde los 8 años, se inicia en la escena del jazz tocando la tuba en la orquesta de su instituto, aprendiendo también el trombón y el contrabajo. Tras varios trabajos ya profesionales, en 1931 se enrola con el violinista Eddie South, quien le enseña a tocar jazz con el arco. Tocará después con las bandas de Erskine Tate, Zutty Singleton y Fate Marable antes de incorporarse a la big band de Cab Calloway, con quien permanecerá desde 1936 hasta 1951 salvo un breve periodo de sesiones con Lionel Hampton en 1939.
Músico inquieto y abierto conceptualmente, traba una fuerte amistad con Dizzy Gillespie, con quien coincide en la orquesta de Calloway, adaptando su estilo a las nuevas ideas de éste y llegando a estar presente en los momentos fundacionales del bop, con Gillespie, Charlie Parker y Thelonious Monk, en las primeras sesiones informales del Minton's Playhouse, en 1941. En la década de 1950 se convierte en uno de los músicos de sesión más reclamados, tanto para grabaciones como para giras, por su seguridad armónica, su sonido redondo y su adaptabilidad, tocando con Count Basie, Louis Armstrong, o en programas de radio y televisión. Forma, hacia 1955, una sección rítmica estable con Hank Jones y el baterista Osie Johnson (1923 - 1966), y con ella tomará parte en centenares de grabaciones y festivales, incluyendo giras por Europa. Entre los muchos músicos con los que actúa, se encuentran Art Tatum, Benny Goodman, Clark Terry, Charles Mingus, George Russell y Branford Marsalis.

## Discografía básica

### A su nombre
- 1955: Milt Hinton	 	(Bethlehem High Fidelity)
- 1955: Basses Loaded
- 1955: Milt Hinton Quartet	 	(Bethlehem High Fidelity)
- 1956: The Rhythm Section	 	(Epic)
- 1975: Here Swings the Judge	 	(Progressive)
- 1977: The Trio	 	(Chiaroscuro Records)
- 1984: Back to Bass-ics	 	(Progressive)
- 1984: The Judge's Decision	 	(Exposure)
- 1990: Old Man Time	 	(Chiaroscuro)
- 1994: The Trio: 1994	 	(Chiaroscuro)
- 1994: Laughing at Life

### Como acompañante
Con Wild Bill Davis
- Wild Bill Davis Swings Hit Songs From "My Fair Lady" (Everest Records, 1958), con el saxofonista Maurice Simon (n. 1929) y Jo Jones

Con Lionel Hampton
- You Better Know It!!! (Impulse!, 1965)

Con Charles Mingus
- Charles Mingus and Friends in Concert (CBS, 1972)

Con Ike Quebec
- Heavy Soul (Blue Note, 1961)
- It Might as Well Be Spring[1] (Blue Note 1961)
- Easy Living[2] (Blue Note, 1962)

Con el pianista Ralph Sutton (1922 - 2001) y el trompetista y cornetista Ruby Braff (1927 - 2003)
- Remembered (Arbors Records) Archivado el 10 de febrero de 2011 en Wayback Machine.

Con Clark Terry
- The Happy Horns of Clark Terry (Impulse!, 1964)

Con Branford Marsalis
- Trio Jeepy (Sony Music, 1988)